# 100万年地球の旅 バンダーブック
『100万年地球の旅 バンダーブック』（ひゃくまんねんちきゅうのたび バンダーブック）は、手塚治虫原作のテレビアニメ。
1978年8月27日（日曜）、日本テレビほかで放送の第1回『24時間テレビ 「愛は地球を救う」』内で10時00分 - 12時00分（日本標準時）に放送。1990年までの『24時間テレビ』で恒例となっていたアニメスペシャルの第1弾で、国産初のテレビ2時間アニメでもある。
2時間アニメと謳っているが、これは『24時間テレビ』での放送時に割り当てられた枠の長さであり、CMなどを除いた作品そのものの長さは1時間34分である。
本番組については、『スター誕生!』に準じた扱いでスポンサーセールスが行われたため、静岡県においては、当時日本テレビ系列とテレビ朝日系列のクロスネット局で、24時間テレビに参加していた静岡けんみんテレビ（現：静岡朝日テレビ）でなくTBS系列局の静岡放送が本作の放送を行っており、10時30分から11時25分までの55分版で放送された。同様に鹿児島県でも、24時間テレビに参加していた鹿児島テレビ放送（当時は日本テレビ系列・フジテレビ系列・テレビ朝日系列のクロスネット局）ではなく、TBS系列局の南日本放送で放送された。

## 概要
アニメで虫プロダクション倒産の憂き目を見、もうアニメはやらないと宣言した手塚を再びアニメに取り組ませた世界初の2時間テレビアニメ。一度きりのオンエアで、放送後にビデオやキャラグッズ販売等の副次的収入による予算回収すら考慮されていなかったのにもかかわらず、劇場用アニメと比較しても遜色の無いほどの高いクオリティへと仕上がっている。初回放送時には、『24時間テレビ』内で最高の28%という高視聴率を記録。本作の成功を皮切りに、以降も数年にわたって番組内で手塚アニメが放送され続けることとなった。また、この作品が嚆矢となり、『日生ファミリースペシャル』をはじめとする2時間枠のテレフィーチャーアニメが各局で製作されるようになった。
手塚は、当時多くの漫画作品を手掛けていて多忙を極めていたものの本作には意欲的に取り組んでおり、原案のみならず演出・作画にも手塚の名がクレジットされている。さらには作品全編の絵コンテを切る、劇中に挿入される地球の歴史の水彩イラストの原画も手掛けるなどしている。しかし、当の制作現場ではデスクが失踪。さらには、『24時間テレビ』での放送まで残り1か月を切っていたのにもかかわらず手塚の原画が入らずに手付かずのシーンが生じるなど、現場は多忙のあまりに修羅場と化していたという。また手塚も、主要キャラクターのデザイン・美術設定・作画全てのチェックには手が回らなかった。
このように制作には非常に手間をかけたため、スタッフの努力にもかかわらず『24時間テレビ』での放送までには当初の予定通りには仕上がらず、不完全なかたちのまま放送された。しかし『24時間テレビ』での放送後にも手直しが続けられ、日本テレビ系番組のクロスネット局での遅れ放送時や、1978年10月4日（水曜） 19時00分 - 20時54分の再放送時に完全版がオンエアされている。
内容に『2001年宇宙の旅』『ドラキュラ』『ウエストワールド』『エクソシスト』などの洋画のパロディ要素が見られる。

## ストーリー
人種差別と環境破壊に反対・抵抗するクドー博士暗殺のため、独裁者総統ビドルは搭乗宇宙船ごと爆破を謀る。博士夫妻は幼い下の息子を人工冬眠カプセルで脱出させ、死亡。やがて、惑星ゾービにたどり着いた赤ん坊は、王妃タスカによって「バンダー」と名付けられ、我が子として育てられることになる。
17年の歳月が流れ、バンダーは逞しい王子へと成長し、日々の糧を得るため狩りに出ていた。だがゾービ人の食肉は動物の尻尾に限られ、殺すことはタブーであるのに、地球人であるバンダーは、しばしば勢い余って殺してしまい、父王に咎められていた。しかし一方で、父王はバンダーに武術の鍛錬を課し、『歪んだ進化により宇宙で最も残忍・冷酷で、争いの絶えない』地球の侵攻に備える戦士として育成してもいた。
矛盾に悩みながらも、いつしか義妹ミムルと愛し合うようになるバンダーだったが、やがて己の出生の秘密を知り、宇宙海賊ブラック・ジャックのゾービ侵攻を機に宇宙へ出る。ピンクのウサギのような変身生物ムズと共に、惑星シリウス8のマリーナ姫を救ったのち、シャラク博士が『恐怖』を密閉したカプセルを、ビドル配下のドクダミと奪い合う。
成り行きからブラックジャックと共闘するが、100万年過去へタイムスリップしたカプセルが地球に落下し、恐怖に取り憑かれた人類の歴史を目の当たりにする。さらに、両親が自分を救おうとして命を落とす瞬間に立ち会い取り乱すが、実は兄であったブラックジャックから「過去は変えられねえ。だがな、未来はいくらだって変えられるんだ」と叱責され、仇敵・総統ビドルに相対し、それもコンピュータ・マザーの操り人形だった事を知って、最後の戦いへと挑んでいく。

## 舞台となる星
ゾービ星
物語の始まりとなる星。17年前赤ん坊だったバンダーが乗せられた退避カプセルが、宇宙船から放たれたあと偶然漂着した星。地球と似たような自然に満ちた星で比較的平和である。ただし住んでいるのは地球人とは別の種族の宇宙人や変わった姿の動物たち。
しっぽ狩り
この国の掟で、食用の肉として動物のしっぽの肉だけを狩ることが許されているが、動物を殺すことは禁じられている。
変身リング
腕や乳房など体に簡単につけたり取り外しができる。この国の種族がリングを身につけた状態で心で思ったものに姿を変えられるという力を持つ。ただし種族の違うバンダーはこれを身につけても変身できない。
シリコン一家がいる星
ゾービ星から地球の間にある星で、ブラックジャックの宇宙船からバンダーが途中で降ろされた星。シリコン一家と呼ばれる、ならずもの集団の殺し屋が、狂ってしまった地球製のロボットを従わせて街で幅を利かせている。
シリウス星
シリウス人が住んでいる。王が住む宮殿にいる女性たちは、鞠（まり）のような球体で色とりどりのドレスを身にまとっている。シリウス人は植物のように水さえあれば体からその水分を吸収して生きているため、物を食べない。また、万が一ケガなどで体が傷つくと、生き残るには大地に根を下ろして植物のようになるしかない。
地球
作中では「地球は緑にあふれた星に動物たちが自由に暮らしていたが、人間が自分たちの利益のために動物を殺し自然を破壊している。加えて人種差別、宗教の違い、領土問題の理由により戦争で国を奪い合うという歴史を何千何万年と繰り返している。そして、侵略や奪い合いは地球以外の星にも広がっている」と語られている。

## 登場人物（声の出演）

### ゾービ星で登場する人物
バンダー
声 - 水島裕
主人公である青年剣士。髪は赤く稲妻を模したような髪飾りをつけているのが特徴。武術に長けている。未熟なところもあるが正義感は強い。
17年前にゾービ星の王妃に拾われ、この国の王子として育てられた。変身できない事などから本人は別の種族の人間で拾われたことを知っていたが、地球人であることまでは知らなかった。退避カプセルから自身が地球人であることを知り、地球へ旅立つことを決意する。
ミムル
声 - 小山まみ
ゾービ王とタスカ王妃の実の娘でバンダーとは血の繋がらない妹。裾にウェーブのかかった黒い髪の少女。バンダーを異性として愛している。
ゾービ王
声 - 大平透
この星の王。この国の決まりである「しっぽ狩り」の決まりと共に生き物の命について厳しくバンダーに教える。またこの星は平和だが、作中では野蛮な地球人の領土争いが他の星まで広がっており、いつかこの星も侵略に遭うことを見越して、バンダーには武術を習得させている。
タスカ王妃
声 - 武藤礼子
この星の王妃。17年前に退避カプセル(個人用の自動操縦の宇宙船)を海岸で見つけ、中にいた赤ん坊のバンダーを拾って王子として育てた。ゾービ王が興奮して怒った時も冷静にたしなめる強さと愛情を持つ。
侍女ニネ
声 - 浅井淑子
バンダーやミムルからは、ばあやと呼ばれている。王妃とともに、赤ん坊だったバンダーを拾った。
退避カプセルの声
声 - 野田圭一
バンダーに、地球人である実の両親が何者かに暗殺され、その仇（かたき）を討つために地球へ帰るように言う。この声は、バンダーの心の中に直接届けられたもので、他の人には聞こえない。
ブラックジャック
声 - 伊武雅之
地球人で、宇宙ギャングのリーダー。漫画『ブラックジャック』の本人と同じような格好をしているが、上着の胸や腕の部分に飾りのようなものがついている。バンダーと負けず劣らず剣術に優れており、バンダーを捕らえて宇宙船で別の星に連れて行く。
金に貪欲な人物だが、心根は善良らしい。また、終盤で意外な正体が明らかになる。
ブラックジャックの部下
声 - 飯塚昭三
全身宇宙服に銃を持って武装している。

### シリコン一家がいる星で登場する人物
エド
声 - 勝田久
バーのバーテン。地球人。シリコン一家を恐れている。
マンガン
声 - 玄田哲章
シリコン一家。ドラキュラの手下。ロボットだが人間のように話したり酒を飲み、銃の扱いも上手い。エドによると地球製のロボットで、人間のように作ったが狂ってしまったとのこと。美人に弱い。
ドラキュラ
声 - 千葉耕市
シリコン一家のボス。コウモリを模した一人用の空飛ぶバイクのようなものを愛用している。ボスではあるが、闘いはあまり得意ではない。
サイクロップス
声 - 加藤修
シリコン一家。一つ目の怪物で金砕棒（かなさいぼう）を武器に持ち、巨大な翼竜を操る。
ムズ
ピンク色の生き物。シリコン一家がいる星の住人に捕まっていた所、偶然通りかかったバンダーに助けられた。その恩を感じたのかそれ以降バンダーについて来た。見た目は子犬ぐらいの大きさで、頭部の両側と前側に短いものが3つ、同じく頭頂部にうさぎの耳ぐらいの長いものが2つ生えている。話したり鳴き声もないが、人が話すことを理解できるようで、ゼスチャーのように意思を伝える。様々なものに変身することができるため、バンダーの旅の助けになっている。
最後の最後でその正体が判明する。

### シリウス星で登場する人物
ボルボックス王ボルボ7世
声 - 富田耕生
シリウス人でこの星の王。地球人によってシリウス星を統治する権利を要求され、人質として娘のマリーナ姫を誘拐されてしまった。長い髪の毛やヒゲが花びらのように顔を中心に生やしている。
マリーナ姫
声 - 岡真佐子
シリウス人でボルボ7世の娘。シリコン一家により人質にされたがバンダーによって助け出される。それ以来バンダーに惹かれ、愛するようになった。
ドクダミ
声 - 家弓家正
地球連邦政府の使節で、表向きはボルボ7世に従っている。裏では王を脅してこの星と自身が好意を寄せるマリーナ姫を自分の手に入れようと画策している。グレーの軍服のような格好をしており、金属のような鋭くて硬い爪がついた手袋をはめている。
ハムエッグ
声 - 永井一郎
ドクダミに使える部下。ドクダミに指示されて邪魔なバンダーを地下に閉じ込める。
シャラク大博士
声 - 肝付兼太
シリウス星の住人。知識はあるが少々ズレたところがあり、バンダーから地球の過去（17年前の地球人の暗殺事件）について聞かれたときに、なぜか地球の成り立ちや生物の進化について答えた。ちなみに自身の研究室があり、本人曰く「宇宙の謎から鼻くそのほじり方まで研究している」とのこと。この世にあるあらゆる恐怖の素（パワー）を集めた「恐怖のカプセル」なるものを開発した。

### 地球で登場する人物
クドー博士
声 - 小林恭治
ビドル総統の考えとは合わず、敵対している。世界の行く末の判断を「マザー」というコンピューターに委ねているビドルの考えは危険だと考え、「マザー」を破壊すべきだと思っている。
クドー夫人
声 - 二階堂有希子
クドー博士の妻で、男の子の母親。クドー博士の政治的活動により我が子ともども危険な目に遭いながらも博士についていく。
ビドル総統
声 - 梶哲也
「マザー」（ビドルは「偉大なる科学文明の女神」と形容している）の分析により政治を動かしている。これについて本人は「合理的に政治をしている」と言っている。考え方の違うクドー博士とは敵対しているが、「素晴らしい科学者」と認めている。

## スタッフ
- 原案 - 手塚治虫
- 総指揮 - 手塚治虫
- 企画 - 都築忠彦（日本テレビ）
- 構成 - 手塚治虫
- チーフプロデューサー - 吉川斌（日本テレビ）
- プロデューサー - 武井英彦(日本テレビ)、金田啓治（手塚プロダクション）
- 制作アシスタント - 堀越徹（日本テレビ）、藤田雄三（手塚プロダクション）
- 演出 - 手塚治虫
- チーフディレクター - 坂口尚
- キャラクターデザイン - 坂口尚
- 美術構成 - 坂口尚
- 絵コンテ - 手塚治虫（未クレジット）
- 原画 - 手塚治虫、坂口尚、村野守美、永島慎二、正延宏三、金山明博、清山滋崇、八木大
- 動画監督 - 西村緋祿司
- 美術監督 - 牧野光成
- 音楽 - 大野雄二
- 録音監督 - 加藤敏
- 選曲 - 鈴木清司
- 効果 - 東洋音響効果グループ
- 録音 - 東北新社
- 現像 - 東洋現像所
- 制作 - 日本テレビ、手塚プロダクション

## ソフト化
2001年11月22日にパイオニアLDCから、他の『24時間テレビ』放送作品（『海底超特急マリンエクスプレス』『フウムーン』『ブレーメン4 地獄の中の天使たち』）とのセットで収録した4枚組DVDが『24時間テレビスペシャルアニメーション 1978-1981』のタイトルで発売。翌2002年には同社から単品DVDが、2009年10月23日には同社社名変更後のジェネオン・ユニバーサル・エンターテイメントから廉価版の4枚組DVDが発売された。
2015年9月2日にハピネット（ハピネット・ピーエムレーベル）から、本作ほかを収録したBlu-ray BOXが『手塚治虫24時間テレビ スペシャルアニメーション Blu-ray BOX 1978-1981』のタイトルで発売された。

## ネット配信
- 2019年8月5日から同年8月18日までの期間限定で、手塚プロダクション公式チャンネルによるYouTubeでの無料配信が行われた。その後2021年7月20日から9月20日までの予定で、同チャンネルから配信されている。
- 2021年1月には、YouTubeチャンネル「アニメログ」から無料配信が行われた。